# Anomaly (Star Trek)
Anomaly is de tweede aflevering van het derde seizoen van de Amerikaanse sciencefictiontelevisieserie Star Trek: Enterprise. Het is de 52e aflevering van de serie, voor het eerst uitgezonden in 2003, geregisseerd door David Straiton.
→ Seizoen drie van deze serie heeft één grote verhaallijn, die het gehele seizoen voortduurt (zie seizoen drie), met meerdere plots. Deze aflevering is dus slechts één onderdeel van dit verhaal.

## Verhaal
De USS Enterprise NX-01 wordt tijdens hun zoektocht naar de Xindi ineens geplaagd door vreemde verstoringen in de zwaartekracht. Soms lijkt de zwaartekracht tijdelijk uitgeschakeld en er gaan vreemde verstoringen door het schip heen die de bemanningsleden met kracht omverwerpen. Later stuit het beschadigde schip op een ruimteschip waarvan de bemanning is uitgemoord. Jonathan Archer besluit de locatie te verlaten, omdat de Enterprise zich niet goed kan verdedigen zolang het schip last heeft van een niet-kloppende zwaartekracht.
Even later wordt de Enterprise echter door piraten geënterd en beroofd, waarbij veel waardevolle spullen worden gestolen en ook een bemanningslid omkomt. Een van de piraten wordt echter gevangengenomen door de bemanning voordat hij kan ontkomen. Hij blijkt een Osariaan te zijn, een ras dat van origine niet uit dat gebied van de ruimte komt. Daarna vertelt hij dat zij eerst niet als piraten opereerden, maar dat zij dit zijn gaan doen nadat ze gevangen zaten in het uitspansel (The Expanse) en de schepen die het slachtoffer van de anomalieën zijn, gemakkelijke doelwitten vormen.
De Enterprise achtervolgd hun kapers later, maar zij raken hun ionspoor kwijt. Echter blijkt later dat er in werkelijkheid een verhulde bol van 19 kilometer doorsnede is. Als een shuttle erin gaat, vinden ze de meeste van hun gestolen goederen terug. Deze worden weer naar de Enterprise gebracht. T'Pol vermoedt dat deze bol de oorzaak van hun zwaartekrachtproblemen is. Dan vertelt Hoshi Sato dat de piraten recentelijk een schip van de Xindi hebben aangevallen. Hun gevangene vertelt nadat hij door Archer is gemarteld dat ze eerder inderdaad een Xindischip hadden aangevallen en hun computerdatabase hadden gedownload. Omdat deze informatie van onschatbare waarde is, wil Archer deze informatie weer van de piraten stelen. Dit lukt, al raakt de Enterprise in het proces zwaarbeschadigd. Archer loopt dan naar het commandocentrum van het sterrenschip en ziet de informatie binnenstromen.

## Achtergrondinformatie
- Dit is de eerste aflevering van de serie waarin de cellen van de Enterprise voorkomen.
- In de aflevering Damage worden deze gebeurtenissen door T'Pol aangehaald, omdat de bemanning van de Enterprise zelf dan de rol van piraten overneemt ten koste van een onschuldig ruimteschip.
- De grote bol die de bemanning hier tegenkomt is onderdeel van een groot netwerk en speelt een belangrijke rol in de plot van het seizoen.

## Acteurs

### Hoofdrollen
- Scott Bakula als kapitein Jonathan Archer
- John Billingsley als dokter Phlox
- Jolene Blalock als overste T'Pol
- Dominic Keating als luitenant Malcolm Reed
- Anthony Montgomery als vaandrig Travis Mayweather
- Linda Park als vaandrig Hoshi Sato
- Connor Trinneer als overste Charles "Trip" Tucker III

### Gastrollen
- Robert Rusler als Orgoth
- Nathan Anderson als sergeant N. Kemper
- Julia Rose als korporaal J. McKenzie

### Bijrollen

#### Bijrollen met vermelding in de aftiteling
- Sean McGowan als korporaal F. Hawkins
- Kenneth White als een bemanningslid van de Enterprise
- Ryan Honey als een bewaker
- Ken Lally als een bewaker

#### Bijrollen zonder vermelding in de aftiteling
- Derek Bulger als piraat
- Jason Collins als korporaal R. Ryan
- Mark Correy als bemanningslid Alex
- Vince Deadrick junior als piraat
- Duncan Fraser als vaandrig Walsh
- Nikki Flux als een bemanningslid van de Enterprise
- Glen Hambly als een bemanningslid van de Enterprise
- Aldric Horton als een bemanningslid van de Enterprise
- John Jurgens als een bemanningslid van de Enterprise
- Ricky Lomax als soldaat W. Woods
- Marnie Martin als een bemanningslid van de Enterprise
- Tom Morga als piraat
- Lin Oeding als een bemanningslid van de Enterprise
- Aaron Pedrin als piraat
- Webster Whinery als piraat